# Otto von der Gablentz

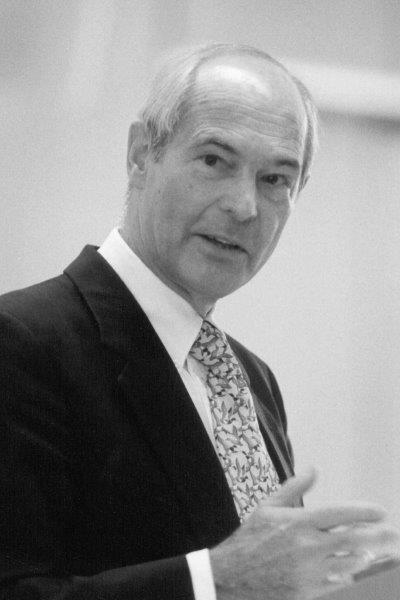
Otto von der Gablentz

Otto Martin von der Gablentz (* 9. Oktober 1930 in Berlin; † 13. Juli 2007 in Amsterdam) war ein deutscher Diplomat, der unter anderem zwischen 1983 und 1990 Botschafter in den Niederlanden, von 1990 bis 1993 Botschafter in Israel sowie zwischen 1993 und 1995 Botschafter in der Russischen Föderation war.

## Leben
Otto von der Gablentz, Sohn von Otto Heinrich von der Gablentz und dessen Ehefrau Hilde, geborene Zietlow, begann nach dem Abitur ein Studium der Rechtswissenschaften an der Freien Universität Berlin und an der Albert-Ludwigs-Universität Freiburg, das er 1952 abschloss. 1953 absolvierte er einen Studienlehrgang für Soziologie am Europakolleg Brügge sowie im Anschluss ein postgraduales Studium der Politikwissenschaft am St Antony’s College der Universität Oxford und an der Harvard University, das er 1955 mit einem Bachelor of Philosophy beendete. Danach begann er seine berufliche Laufbahn als Politikwissenschaftler bei der Deutschen Gesellschaft für Auswärtige Politik (DGAP), wo er sich mit der Berlin-Frage beschäftigte.

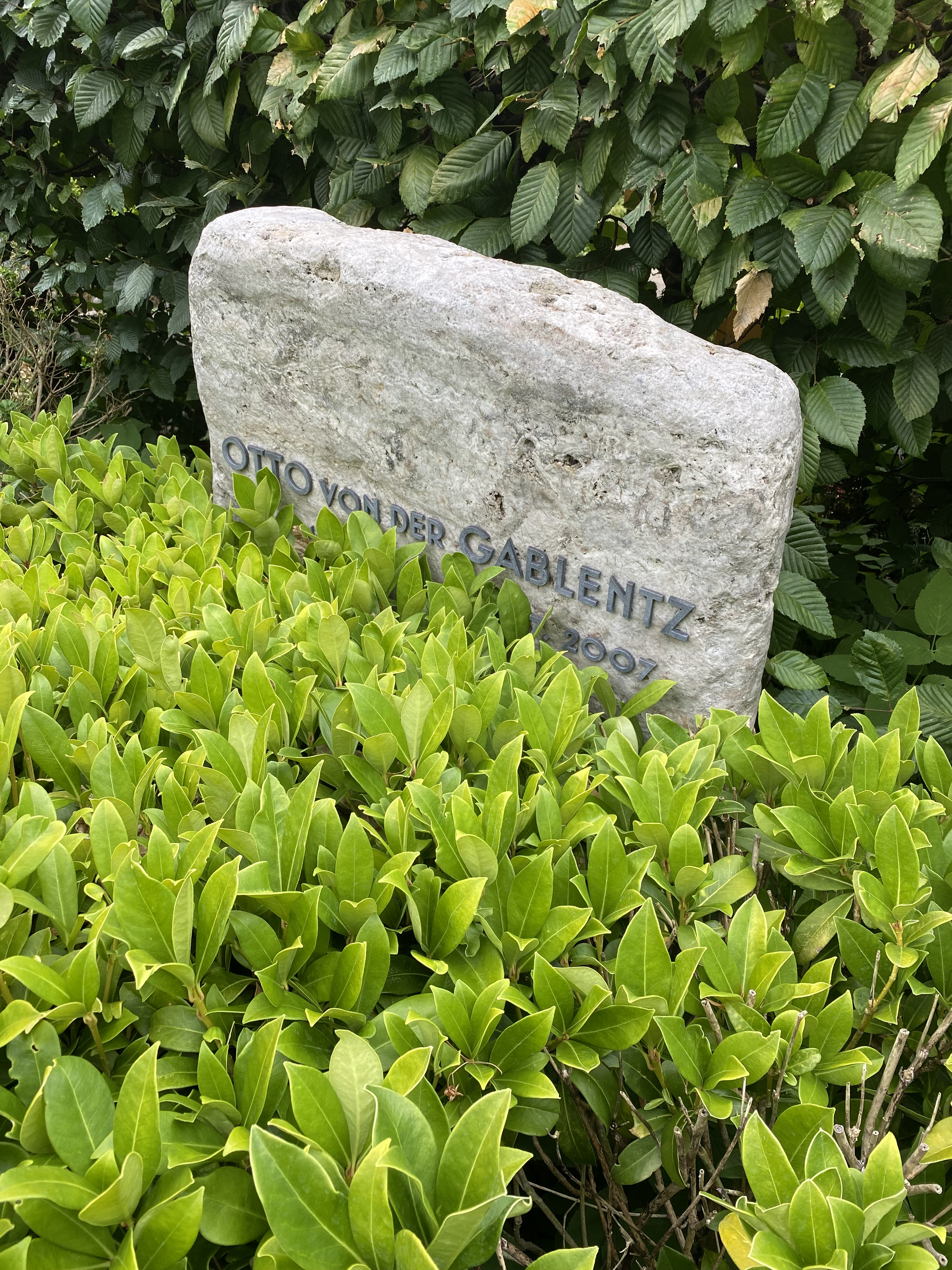
Grabstätte auf dem Friedhof Dahlem

1959 trat von der Gablentz in den Auswärtigen Dienst ein und war nach einer Verwendung in der Zentrale des Auswärtigen Amtes in Bonn unter anderem von 1961 bis 1964 an der Botschaft in Australien tätig. Danach war er zwischen 1964 und 1967 Legationsrat im Referat „Wiedervereinigung“ des Auswärtigen Amtes und 1967 im Vereinigten Königreich tätig. 1973 wurde er Referatsleiter für Europäische politische Einigung und wechselte 1978 unter Bundeskanzler Helmut Schmidt ins Bundeskanzleramt, wo er 1981 Abteilungsleiter für Außen- und Verteidigungspolitik wurde.
Nach dem Regierungswechsel wurde von der Gablentz 1983 Nachfolger von Gerhard Fischer als Botschafter in den Niederlanden und verblieb dort bis zu seiner Ablösung durch Klaus-Jürgen Citron 1990. Er selbst übernahm daraufhin 1990 von Wilhelm Haas den Posten als Botschafter in Israel, wo ihn Franz Bertele ablöste. Während dieser Zeit wurde er 1993 Honorary Fellow der Hebräischen Universität Jerusalem. Zuletzt wurde er 1993 Nachfolger von Klaus Blech als Botschafter in der Russischen Föderation und verblieb in dieser Funktion bis zu seinem Eintritt in den Ruhestand 1995, woraufhin Ernst-Jörg von Studnitz sein dortiger Nachfolger wurde. 1997 verlieh ihm die Universität von Amsterdam die Ehrendoktorwürde. Er war von 1996 bis 2001 Rektor des Europakollegs Brügge und lebte zuletzt in Amsterdam.
Aus seiner im Februar 1965 geschlossenen Ehe mit Christa Gerke gingen fünf Töchter
(Georgina, Alexandra, Jessica, Johanna und Julia) hervor.
Otto von der Gablentz starb 2007 im Alter von 76 Jahren in Amsterdam. Beigesetzt wurde er auf dem Friedhof Dahlem in Berlin. Die Grabstätte ist nahezu komplett zugewachsen.

## Auszeichnungen
- 1982: Großes Goldenes Ehrenzeichen mit dem Stern für Verdienste um die Republik Österreich[3]
- 1985: Bundesverdienstkreuz 1. Klasse

## Schriften
- Hans Wolfgang Kuhn, Otto Martin von der Gablentz: Ausgewählte Dokumente zum Viermächte-Status Berlins. Forschungsinstitut der Deutschen Gesellschaft für auswärtige Politik, Frankfurt am Main 1958.
- Willy Brandt, Otto Martin von der Gablentz: Dokumente zur Berlin-Frage. 1944–1959. Oldenbourg, München 1959.
- Otto Martin von der Gablentz: Die Berlin-Frage in ihrer weltpolitischen Verflechtung 1944–1963. Oldenbourg, München 1963.